# 헝가리 에스페란토 협회
헝가리 에스페란토 협회(Hungaria Esperanto-Asocio)는 헝가리의 에스페란토 협회다.